# تپه خرس
تپه خرس روستایی در استان کرمانشاه است که در دهستان چمجمال در چند کیلومتری (۸ تا ۹) بیستون واقع شده‌است. این روستا در همسایگی روستاهای کاشانتو و مالمیری می‌باشد . در لغتنامهٔ دهخدا راجع به این روستا اینگونه آمده است:
دهی از دهستان چمچال بخش صحنه شهرستان کرمانشاهان است که در بیست وپنج هزارگزی باختر صحنه و چهار هزارگزی خاور شوسه کرمانشاه به سنقر قراردارد. دشتی سردسیر و معتدل است و ۳۰ تن سکنه دارد. آب آن از رودخانه دینور و محصول آن غلات و برنج است . (فرهنگ جغرافیایی ایران ج ۵).